# Włodawa
Włodawa là một thị trấn thuộc huyện Włodawski, tỉnh Lubelskie ở đông-nam Ba Lan. Thị trấn có diện tích 18 km². Đến ngày 1 tháng 1 năm 2011, dân số của thị trấn là 13402 người và mật độ 746 người/km².